# El Carmelo (paroisse civile)
Pour les articles homonymes, voir El Carmelo.
El Carmelo est l'une des cinq paroisses civiles de la municipalité de La Cañada de Urdaneta dans l'État de Zulia au Venezuela. Sa capitale est El Carmelo.